# WTA-toernooi van Albuquerque
Het WTA-toernooi van Albuquerque was een tennistoernooi voor vrouwen dat van 1989 tot en met 1991 plaatsvond op de banen van het Albuquerque Tennis Complex in de Amerikaanse plaats Albuquerque. De officiële naam van het toernooi was Virginia Slims of Albuquerque.
De WTA organiseerde het toernooi, dat laatstelijk in de categorie "Tier IV" viel en werd gespeeld op hardcourt.
Er werd door 32 deelneemsters per jaar gestreden om de titel in het enkelspel, en door 16 paren om de dubbelspeltitel. Aan het kwalificatietoernooi voor het enkelspel namen 32 speelsters deel, met vier plaatsen in het hoofdtoernooi te vergeven.

## Finales

### Enkelspel
| Datum      | Naam                          | Cat.    | ($)     | Ondergrond        | Winnares       | Verliezend finaliste | Uitslag  |
| ---------- | ----------------------------- | ------- | ------- | ----------------- | -------------- | -------------------- | -------- |
| 1989-08-14 | Virginia Slims of Albuquerque | Tier V  | 100.000 | hardcourt, buiten | Lori McNeil    | Elna Reinach         | 6-1, 6-3 |
| 1990-08-06 | Virginia Slims of Albuquerque | Tier IV | 150.000 | hardcourt, buiten | Jana Novotná   | Laura Gildemeister   | 6-4, 6-4 |
| 1991-08-05 | Virginia Slims of Albuquerque | Tier IV | 150.000 | hardcourt, buiten | Gigi Fernández | Julie Halard         | 6-0, 6-2 |

### Dubbelspel
| Datum      | Naam                          | Cat.    | ($)     | Ondergrond        | Winnaressen                      | Verliezend finalistes                   | Uitslag       |
| ---------- | ----------------------------- | ------- | ------- | ----------------- | -------------------------------- | --------------------------------------- | ------------- |
| 1989-08-14 | Virginia Slims of Albuquerque | Tier V  | 100.000 | hardcourt, buiten | Nicole Provis Elna Reinach       | Raffaella Reggi Arantxa Sánchez Vicario | 4-6, 6-4, 6-2 |
| 1990-08-06 | Virginia Slims of Albuquerque | Tier IV | 150.000 | hardcourt, buiten | Meredith McGrath Anne Smith      | Mareen Louie-Harper Wendy White-Prausa  | 7-6, 6-4      |
| 1991-08-05 | Virginia Slims of Albuquerque | Tier IV | 150.000 | hardcourt, buiten | Katrina Adams Isabelle Demongeot | Lise Gregory Mareen Louie-Harper        | 6-7, 6-4, 6-3 |